# Carlo Armellini
Carlo Armellini (Roma, 1777 – Saint-Josse-ten-Noode, 6 giugno 1863) è stato un giurista e politico italiano.

## Biografia
Nasce a Roma nell'anno 1777 da una famiglia romana benestante tradizionalmente fedele alla Santa Sede. A un ballo incontra quella che diventerà la sua seconda moglie, la pittrice Faustina Bracci, nipote dell'architetto e scultore Pietro e figlia dello scultore Virginio, principe del Consiglio del Buon Governo. Presso l'accademia di San Luca è conservato un autoritratto di Faustina Bracci mentre dipinge il volto di Antonio Canova, vecchio amico del padre.
L'amore con Faustina si realizza quando muore la prima moglie. Vedovo e con due figli non viene accettato dalla famiglia di lei, ma Faustina è irremovibile. I primi anni del loro matrimonio non sono facili. L'interessamento del cardinale Consalvi, amico del suocero, gli fa ottenere l'incarico di procuratore nelle Marche. L'influenza della famiglia di Faustina gli apre le porte dell'aristocrazia romana.
Nel 1830 era morto il ricchissimo marchese Lovatelli e ne sarebbe divenuto erede il principe Orsini, confinante con il principe Boncompagni. Un figlio segreto, riconosciuto, del marchese si frappone alle pretese dell'Orsini. Carlo viene nominato dal principe Boncompagni a patrocinare gli interessi del fanciullo. Il processo dura tre anni, dividendo la società romana tra i fautori dei due pretendenti.
La vittoria di Carlo Armellini in questo processo lo consacra principe del foro.
Prosegue poi una luminosa carriera legale.
Di idee moderate, sostenne la politica innovatrice di Papa Pio IX. Fu tra i collaboratori del settimanale politico Il contemporaneo. Nel corso di un viaggio a Parigi con la moglie Faustina, grande amica della moglie inglese del "cugino" Bracci-Testasecca, a sua volta divenuta amica di Giuseppe Mazzini, decise di incontrare l'esule genovese a Londra. Avvicinatosi alle idee della Giovine Italia, nel 1848 viene eletto deputato.
Dopo l'assassinio di Pellegrino Rossi e la partenza del Papa da Roma, acconsente di far parte del governo pontificio: il 23 dicembre 1848 viene nominato ministro dell'Interno. Spostatosi su posizioni più radicali, il 29 marzo 1849 diviene membro del triumvirato della Repubblica Romana insieme a Giuseppe Mazzini e Aurelio Saffi. Con Aurelio Saliceti cura la stesura della Costituzione della Repubblica. La sua posizione nell'aristocrazia romana lo rende indispensabile alla transizione di potere, favorito dall'influenza della moglie Faustina e dalla cognata di lei, Maria Giorgi. La sua scelta di campo sarà invece osteggiata dal figlio Vito che, per protesta, emigra in America.
Il crollo della Repubblica Romana ad opera dei francesi lo costringe all'esilio in Belgio, mentre la moglie - con i figli Augusto e Vincenza (Cencia) - rimane a Roma, temendo che il Papa avrebbe potuto confiscargli la casa sul Campidoglio. La permanenza di Carlo in esilio addolora la moglie che lo supplica di tornare nella Città Eterna. I due si incontrano invece a Parigi, ma nel viaggio di ritorno Faustina si ammala e muore; Carlo non si perdonerà mai di questo fatto. Muore in esilio in Belgio, a Saint-Josse-ten-Noode, nel 1863.

## Discendenza
Nel 1880, il figlio di Carlo e Faustina, Augusto Armellini, diviene sindaco di Roma, mentre il cugino Andrea Bracci, figlio di Maria Giorgi e del poeta Pietro Bracci, vicesindaco. Un altro figlio, Francesco, fu eletto consigliere comunale di Roma alle prime elezioni dopo il 20 settembre . Lo stesso era nell'elenco presentato da Mattia Montecchi  nel comizio svoltosi il 22 settembre del 1870 al Colosseo
Centocinquant'anni dopo, nella XII Legislatura, la sua pronipote Carla Mazzuca risulterà essere l'unico deputato repubblicano eletto in Parlamento dal PRI all'interno del Patto Segni.